# Жихарев, Пётр Романович
Пётр Романович Жи́харев (род. 9 октября 1999, Москва) — российский пловец, специализирующийся в плавании баттерфляем. Рекордсмен России среди юниоров, двукратный призёр первенства Европы, призёр первенства Мира и этапа Кубка Мира, многократный чемпион России и Кубков России, Мастер спорта России международного класса.

## Биография
Родился в спортивной семье, где все занимались плаванием. В 6 лет Жихарева отдали в спортивную школу «СШОР Юность Москвы». В 15 лет стал призёром первенства России среди юношей, выполнив норматив Мастера спорта России.
Первый тренер — Татьяна Лазарева. Путь Жихарева начался со средних дистанций вольным стилем и двухсот-метровки баттерфляем, на которых он добился призовых мест на российских и зарубежных соревнованиях и на первенстве России 2015 года.
На Первенстве Европы по плаванию 2016 в Венгрии Жихарев вместе с партнёрами по команде Алексеем Ртищевым, Михаилом Вековищевым и Эмилем Мухамедзяновым завоевал серебряную медаль в эстафете 4×200 м вольным стилем с итоговым результатом 7:19,47.
В 2017 году Жихарев принял участие в Первенстве Европы 2017 г. по плаванию в Израиле (Нетания). На дистанции 200 метров баттерфляем стал 4-м, проиграв третьему месту 6 сотых секунды. Через час после этого заплыва Жихарев в составе команды с Мартином Малютиным, Михаилом Бочарниковым и Иваном Гирёвым выиграл серебро в эстафете 4х200 вольным стилем, установив при этом юношеский рекорд России с результатом 7:15.58.
На первенстве мира по плаванию 2017, в Индианаполисе в составе команды с Максимом Александровым, Мартином Малютиным и Иваном Гирёвым в эстафете на дистации 4×200 м в/с Петр Жихарев завоевал бронзовую награду и обновил юношеский рекорд России 7:11.39.
В октябре 2017 года Жихарев поступил на срочную службу в ряды спорт роты ЦСКА в Москве, что предоставило ему право участвовать в чемпионате мира среди военнослужащих (CISM) в Рио-Де-Жанейро, где он завоевал бронзовую медаль в эстафете 4×100 м вольным стилем.
В июле 2018 года Жихарев выиграл Кубок России (Обнинск) на дистанции 400 метров вольным стилем с результатом 3:54.81, а на 200 м вольным стилем он занял 3 место с результатом 1:49.31.
В этом же году на чемпионате России по короткой воде Жихарев выполнил норматив мастера спорта России международного класса на дистанции 200 метров баттерфляем. В предварительном заплыве на 200 метров вольным стилем при касании бортика сломал пястную кость и на месяц выбыл из спорта. Восстановившись после травмы, выступал на VII Всемирных Военных Играх в Ухани (Китай), где завоевал золото и бронзу в эстафетах.
В ноябре 2019 года занял 3 место на этапе Кубка мира в Казани на дистанции 200 м баттерфляй.
На чемпионате России по короткой воде на стометровке баттерфляем Жихарев попал в финал, и с того момента он начал вкладывать все силы на подготовку именно этой дистанции.
Определившись с основным способом плавания, Жихарев перешел к заслуженному тренеру России Наталье Корабельниковой. В апреле 2022 года впервые стал чемпионом России на дистанции 100 м баттерфляем, показав результат 51.31, и выполнил норматив А на 33-и Олимпийские игры в Париже 2024.
В июле 2022 года на «Играх дружбы» (Кубок России по плаванию) уступил победу на 100 метров баттерфляем и стал вторым на дистанции. В августе на I всероссийской спартакиаде вновь одержал победу на дистанции 100 метров баттерфляем 51.08. Также он с партнёрами по команде Климентом Колесниковым, Данилом Семьяниновым и Владиславом Гринёвым стал победителем в комбинированной эстафете 4х100 м.
В ноябре 2022 года стал бронзовым призёром чемпионата России на короткой воде на дистанции 100 м баттерфляем
, показав результат 51.31
На апрельском чемпионате России 2023 года Жихарев снова выиграл стометровку баттерфляем с результатом 50.88, где ему не хватило 0.05 секунды до рекорда России.
В июле 2023 года на финале кубка России Жихарев в очередной раз победил на 100 метров баттерфляем с результатом 51.06, выиграв Кубок России.

## Образование
Закончив 8 класс школы, поступил в «ГБПОУ МССУОР № 3», после окончание которого получил диплом о среднем профессиональном образовании. В сентябре 2018 года поступил на направление физическая культура в «МГАФК», по окончании которого в 2022 году получил диплом о высшем образовании.
В 2022 году поступил на магистратуру в «ДВФУ» по направлению спортивный менеджмент.